# Volkswagen EA189
Volkswagen EA189 — дизельный двигатель внутреннего сгорания немецкого автоконцерна Volkswagen, находящийся в производстве с 2007 по 2015 год. В семейство входят четырёхцилиндровые двигатели объёмом 1,6 л и 2,0 л, а также трёхцилиндровые двигатели объёмом 1,2 л.
Двигатели Volkswagen EA189 производились в Зальцгиттере, в Хемнице (Volkswagen Sachsen GmbH), в Польковице (Volkswagen Motor Polska Sp. z o.o.) и в Дьёре (Audi Hungaria Motor Kft.). Первый двигатель семейства — 2.0 TDI.
Весной 2017 года США признали компанию «Volkswagen» виновной в мошенничестве с целью недостаточной очистки выбросов выхлопных газов. В Университете Западной Виргинии проходили испытания Volkswagen Jetta VI и Volkswagen Passat (NMS).

## Нормы выбросов
| Норма      | Eвро-5          | Евро-2/5                            |
| CO         | 500 мг (про км) | 2113 мг (про км) 3400 мг (про миль) |
| (HC + NOx) | 230 мг (про км) | -                                   |
| HC         |                 | 47 мг (про км) 75 мг (про миль)     |
| NOx        | 180 мг (про км) | 31 мг (про км) 50 мг (про миль)     |

## Технические характеристики
|                                       | 1.2 TDI (55 кВт)                                                                            | 1.6 TDI (55 кВт)                                                                            | 1.6 TDI (66 кВт)                                                                            | 1.6 TDI (77 кВт)                                                                            | 2.0 TDI (62 кВт)                                                                            | 2.0 TDI (75 кВт)                                                                            | 2.0 TDI (81 кВт)                                                                            | 2.0 TDI (103 кВт)                                                                                                   | 2.0 TDI (105 кВт)                                                                                                   | 2.0 TDI (125 кВт)                                                                                                   | 2.0 TDI (130 кВт)                                                                                                   |
| ------------------------------------- | ------------------------------------------------------------------------------------------- | ------------------------------------------------------------------------------------------- | ------------------------------------------------------------------------------------------- | ------------------------------------------------------------------------------------------- | ------------------------------------------------------------------------------------------- | ------------------------------------------------------------------------------------------- | ------------------------------------------------------------------------------------------- | --- | --- | --- | --- |
| Код двигателя                         | CFWA                                                                                        | CAYA                                                                                        | CAYB                                                                                        | CAYC                                                                                        | CAAA                                                                                        | CAAB                                                                                        | CBDC, CFFD                                                                                  | CBAB, CFFB | CFHD, CAGA, CJCA, CBAC                                                                                              | CAHA, CBBB, CFGB | CFGC, CGLC |
| Годы производства                     | 2009—2014                                                                                   | 2009—2013                                                                                   | 2009—2013                                                                                   | 2009—2015                                                                                   | 2009—2013                                                                                   | 2009—2016                                                                                   | 2009—2013                                                                                   | 2007—2014 | 2009—2015 | 2009—2014 | 2012—2015 |
| Цилиндров                             | 3                                                                                           | 4                                                                                           | 4                                                                                           | 4                                                                                           | 4                                                                                           | 4                                                                                           | 4                                                                                           | 4 | 4 | 4 | 4 |
| Клапанов                              | 12                                                                                          | 16                                                                                          | 16                                                                                          | 16                                                                                          | 16                                                                                          | 16                                                                                          | 16                                                                                          | 16 | 16 | 16 | 16 |
| Клапанный механизм                    | DOHC, ремень газораспределительного механизма                                               | DOHC, ремень газораспределительного механизма                                               | DOHC, ремень газораспределительного механизма                                               | DOHC, ремень газораспределительного механизма                                               | DOHC, ремень газораспределительного механизма                                               | DOHC, ремень газораспределительного механизма                                               | DOHC, ремень газораспределительного механизма                                               | DOHC, ремень газораспределительного механизма                                                                       | DOHC, ремень газораспределительного механизма                                                                       | DOHC, ремень газораспределительного механизма                                                                       | DOHC, ремень газораспределительного механизма                                                                       |
| Объём                                 | 1199 см³                                                                                    | 1598 см³                                                                                    | 1598 см³                                                                                    | 1598 см³                                                                                    | 1968 см³                                                                                    | 1968 см³                                                                                    | 1968 см³                                                                                    | 1968 см³ | 1968 см³ | 1968 см³ | 1968 см³ |
| Диаметр × Ход поршня                  | 79,5 × 80,5 мм                                                                              | 79,5 × 80,5 мм                                                                              | 79,5 × 80,5 мм                                                                              | 79,5 × 80,5 мм                                                                              | 81,0 × 95,5 мм                                                                              | 81,0 × 95,5 мм                                                                              | 81,0 × 95,5 мм                                                                              | 81,0 × 95,5 мм | 81,0 × 95,5 мм | 81,0 × 95,5 мм | 81,0 × 95,5 мм |
| Степень сжатия                        | 16,5:1                                                                                      | 16,5:1                                                                                      | 16,5:1                                                                                      | 16,5:1                                                                                      | 16,5:1                                                                                      | 16,5:1                                                                                      | 16,5:1                                                                                      | 16,5:1 | 16,5:1 | 16,5:1 | 16,5:1 |
| Система впрыска                       | Common-Rail                                                                                 | Common-Rail                                                                                 | Common-Rail                                                                                 | Common-Rail                                                                                 | Common-Rail                                                                                 | Common-Rail                                                                                 | Common-Rail                                                                                 | Common-Rail | Common-Rail | Common-Rail | Common-Rail |
| Силовой агрегат                       | Турбонаддув                                                                                 | Турбонаддув                                                                                 | Турбонаддув                                                                                 | Турбонаддув                                                                                 | Турбонаддув                                                                                 | Турбонаддув                                                                                 | Турбонаддув                                                                                 | Турбонаддув | Турбонаддув | Турбонаддув | Турбонаддув |
| Охлаждение                            | Водяное                                                                                     | Водяное                                                                                     | Водяное                                                                                     | Водяное                                                                                     | Водяное                                                                                     | Водяное                                                                                     | Водяное                                                                                     | Водяное | Водяное | Водяное | Водяное |
| Мощность                              | 55 кВт (75 л. с.) при 4200 об/мин−1                                                         | 55 кВт (75 л. с.) при 4000 об/мин−1                                                         | 66 кВт (90 л. с.) при 4200 об/мин−1                                                         | 77 кВт (105 л. с.) при 4400 об/мин−1                                                        | 62 кВт (84 л. с.) при 3500 об/мин−1                                                         | 75 кВт (102 л. с.) при 3500 об/мин−1                                                        | 81 кВт (110 л. с.) при 4200 об/мин−1                                                        | 103 кВт (140 л. с.) при 4200 об/мин−1                                                                               | 105 кВт (143 л. с.) при 4200 об/мин−1                                                                               | 125 кВт (170 л. с.) при 4200 об/мин−1                                                                               | 130 кВт (177 л. с.) при 4200 об/мин−1                                                                               |
| Крутящий момент                       | 180 Н*м при 2000 об/мин−1                                                                   | 195 Н*м при 1500—2000 об/мин−1                                                              | 230 Н*м при 1500—2500 об/мин−1                                                              | 250 Н*м при 1500—2500 об/мин−1                                                              | 220 Н*м при 1250—2500 об/мин−1                                                              | 250 Н*м при 1250—2500 об/мин−1                                                              | 280 Н*м при 1500—2500 об/мин−1                                                              | 320 Н*м при 1750—2500 об/мин−1                                                                                      | 320 Н*м при 1750—2500 об/мин−1                                                                                      | 350 Н*м при 1750—2500 об/мин−1                                                                                      | 380 Н*м при 1750—2500 об/мин−1                                                                                      |
| Топливо                               | Дизельное                                                                                   | Дизельное                                                                                   | Дизельное                                                                                   | Дизельное                                                                                   | Дизельное                                                                                   | Дизельное                                                                                   | Дизельное                                                                                   | Дизельное | Дизельное | Дизельное | Дизельное |
| Система управления двигателем         | Delphi Dсм3.7                                                                               | Siemens PCR2.1                                                                              | Siemens PCR2.1                                                                              | Siemens PCR2.1                                                                              | Bosch EDC 17                                                                                | Bosch EDC 17                                                                                | Bosch EDC 17                                                                                | Bosch EDC 17 | Bosch EDC 17 | Bosch EDC 17 | Bosch EDC 17 |
| Последующая обработка выхлопных газов | Система рециркуляции выхлопных газов, каталитический конвертер, LNT и противосажевый фильтр | Система рециркуляции выхлопных газов, каталитический конвертер, LNT и противосажевый фильтр | Система рециркуляции выхлопных газов, каталитический конвертер, LNT и противосажевый фильтр | Система рециркуляции выхлопных газов, каталитический конвертер, LNT и противосажевый фильтр | Система рециркуляции выхлопных газов, каталитический конвертер, LNT и противосажевый фильтр | Система рециркуляции выхлопных газов, каталитический конвертер, LNT и противосажевый фильтр | Система рециркуляции выхлопных газов, каталитический конвертер, LNT и противосажевый фильтр | Система рециркуляции выхлопных газов, каталитический конвертер, LNT и противосажевый фильтр, (в США SCR вместо LNT) | Система рециркуляции выхлопных газов, каталитический конвертер, LNT и противосажевый фильтр, (в США SCR вместо LNT) | Система рециркуляции выхлопных газов, каталитический конвертер, LNT и противосажевый фильтр, (в США SCR вместо LNT) | Система рециркуляции выхлопных газов, каталитический конвертер, LNT и противосажевый фильтр, (в США SCR вместо LNT) |
| ЭКО-Стандарт                          | Евро-5                                                                                      | Евро-5                                                                                      | Евро-5                                                                                      | Евро-5                                                                                      | Евро-5                                                                                      | Евро-5                                                                                      | Евро-5                                                                                      | Евро-5 | Евро-5 | Евро-5 | Евро-5 |
| Масса                                 |                                                                                             |                                                                                             |                                                                                             |                                                                                             |                                                                                             |                                                                                             | 165 кг                                                                                      | 165 кг | 165 кг | 165 кг | 165 кг |
| Удельный расход топлива               |                                                                                             |                                                                                             |                                                                                             |                                                                                             |                                                                                             |                                                                                             |                                                                                             | 204 г/кВт/ч | | | |
| Самый низкий расход топлива           |                                                                                             |                                                                                             |                                                                                             |                                                                                             |                                                                                             |                                                                                             |                                                                                             | 196 г/кВт/ч | | | |